# Уні-Гучин
Уні́-Гучи́н (рос. Уни-Гучин, удм. Уни-Гуӵин) — присілок у складі Юкаменського району Удмуртії, Росія.
Населення — 51 особа (2010; 59 в 2002).
Національний склад (2002):
- удмурти — 81 %